# Castelo do Mar de Sídon
Castelo do Mar de Sídon (em árabe: قلعة صيدا البحرية, translit. 'Kalaat Saida al-Bahriya') foi construído pelos cruzados no século XIII como fortaleza da Terra Santa. É um dos locais históricos mais importantes da cidade portuária de Sídon, no Líbano. O castelo foi construído pelos cruzados em 1228, mas foi parcialmente destruído após a conquista pelos mamelucos, mas foi reconstruído com a adição da ponte. Com o tempo, caiu em desuso, apenas para ser remodelado novamente pelo sultão Fakhr al-Din II no século XVII.

## História

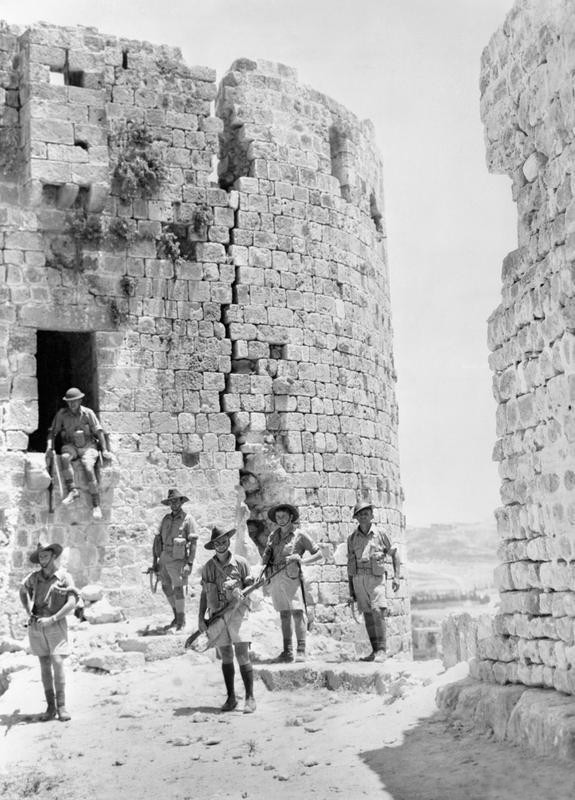
Tropas australianas entre as ruínas do Castelo do Mar de Sidon durante a Operação Exporter, 1941.

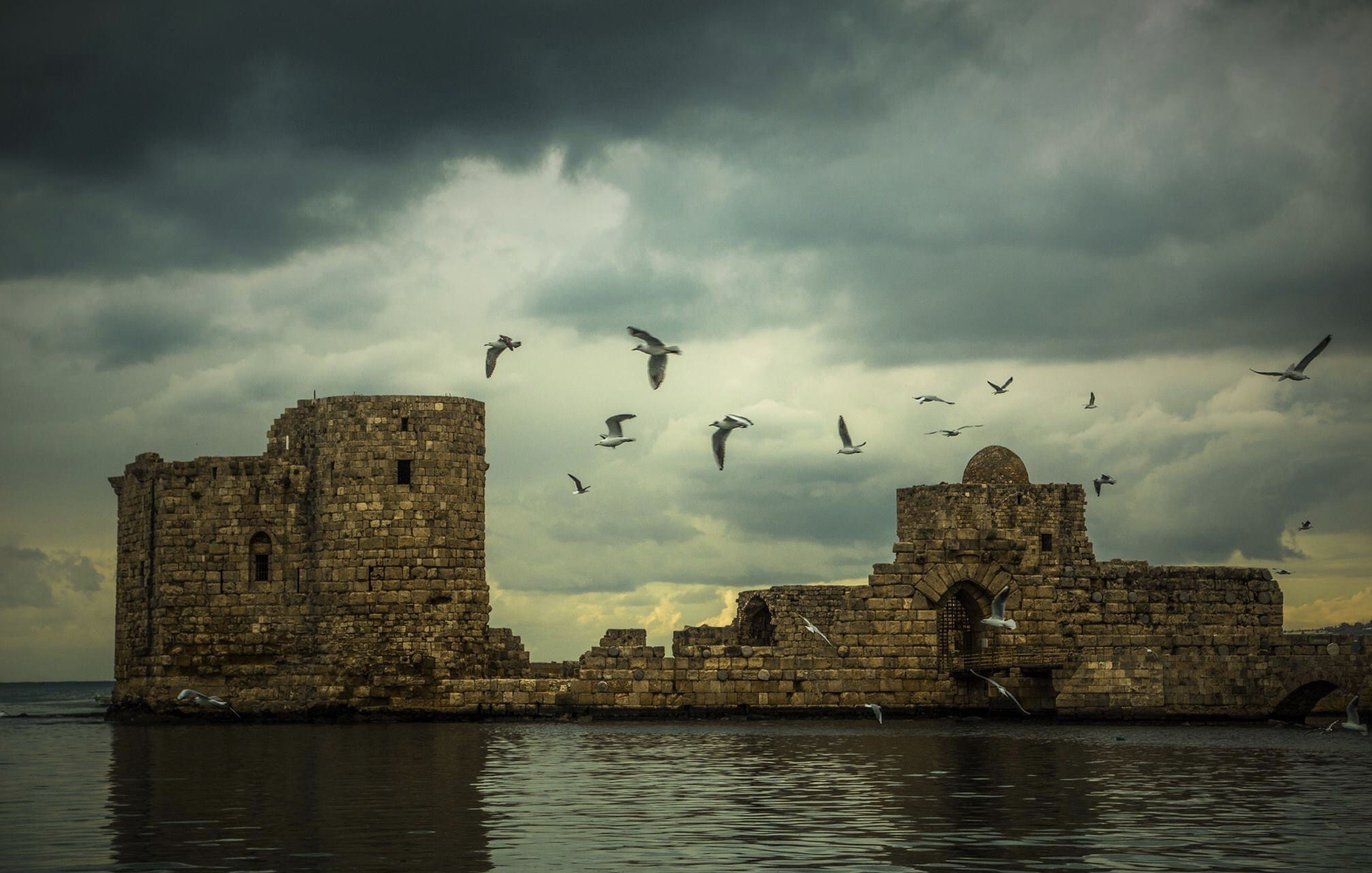
Gaivotas sobrevoando o castelo.

A cidade de Sídon está localizada na costa mediterrânea do Líbano, a 48km ao sul de Beirute. Esta antiga cidade fenícia foi de grande valor religioso, político e comercial; há evidências de que Sídon era habitada já em 4.000 a.C., e talvez já no período neolítico (6.000 - 4.000 a.C.). O nome Sídon, originalmente Saidoon em fenício e Saida em árabe, deriva da palavra "pesca" ou "povo pesqueiro". A antiga cidade foi construída sobre um promontório voltado para uma ilha, que abrigava a sua frota das tempestades e servia de refúgio durante as incursões militares do interior.
Em 1228 d.C., os cruzados construíram o Castelo do Mar de Sídon como uma fortaleza em uma pequena ilha ligada ao continente por uma estrada estreita de 80m de comprimento. A ilha foi anteriormente o local de um templo para Melcarte, a versão fenícia de Héracles. A beleza do Castelo pode ser vista em antigas ilustrações; no entanto, depois de várias guerras, foi danificado e renovado várias vezes. Foi parcialmente destruída pelos mamelucos quando eles tomaram a cidade dos cruzados, mas posteriormente a reconstruíram e adicionaram a longa calçada. O castelo mais tarde caiu em desuso, mas foi novamente restaurado no século XVII pelo Emir Fakhreddine II, apenas para sofrer grandes danos.
Existe a possibilidade de que a ilha em que o castelo foi construído fosse, de fato, o local do palácio do rei fenício e vários outros monumentos fenícios que foram destruídos por Assaradão e depois por terremotos naturais. Esta ilha também serviu de abrigo contra ataques internos à cidade. Grande Sídon, Pequeno Sídon, fortalezas poderosas, pastagens, cisternas e fortificações são todos mencionados nas gravações do rei assírio Senaqueribe sobre seus ataques a Sídon e cidades próximas.

## Descrição

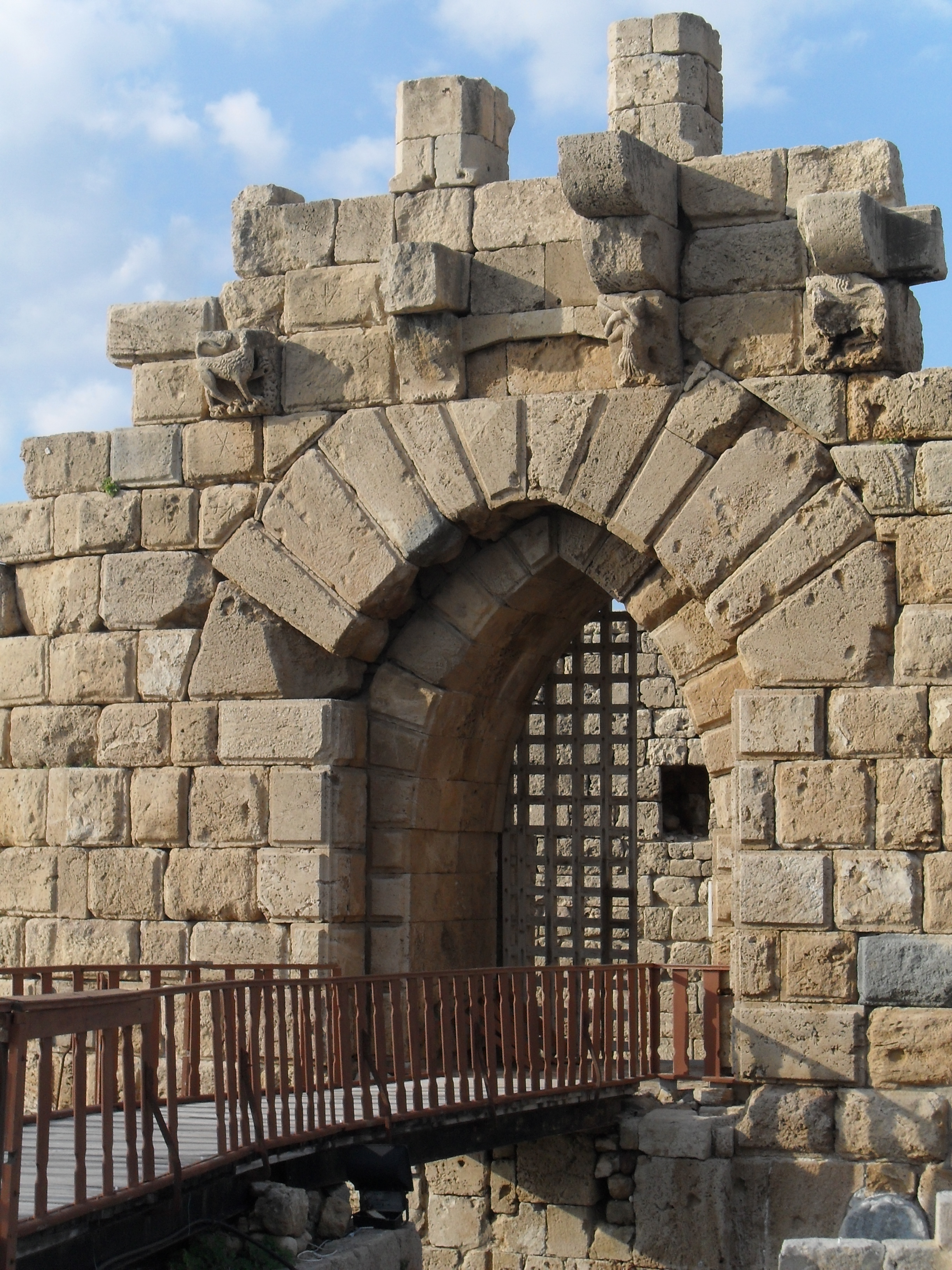
A ponte do portão principal do castelo

Hoje, o castelo consiste principalmente de duas torres conectadas por uma parede. Nas paredes externas, colunas romanas foram usadas como reforços horizontais, uma característica frequentemente vista em fortificações construídas sobre ou perto de antigos sítios romanos. A torre retangular oeste à esquerda da entrada é a mais bem preservada das duas. Há uma grande sala abobadada repleta de antigos capitéis esculpidos e balas de canhão enferrujadas. Uma escada em caracol leva ao telhado, onde há uma pequena mesquita abobadada da era otomana. Do telhado, há uma vista sobre a cidade velha e o porto de pesca. A torre leste não está tão bem preservada e foi construída em duas fases; a parte inferior data do período dos cruzados, enquanto o nível superior foi construído pelos mamelucos. Também há evidências de que a antiga cidade fenícia foi enterrada sob o mar na área ao redor do castelo: estruturas de paredes, colunas, escadarias, restos de edifícios, estátuas e cisternas.
Quando a água está calma, é possível ver claramente os restos das colunas de granito rosa, recuperadas de construções romanas, afundando-se no fundo do mar raso. Além disso, ao redor da fortaleza, estátuas, cisternas e estruturas de paredes, colunas e escadas enterradas no fundo do mar mostram evidências da antiga cidade fenícia.

## Galeria

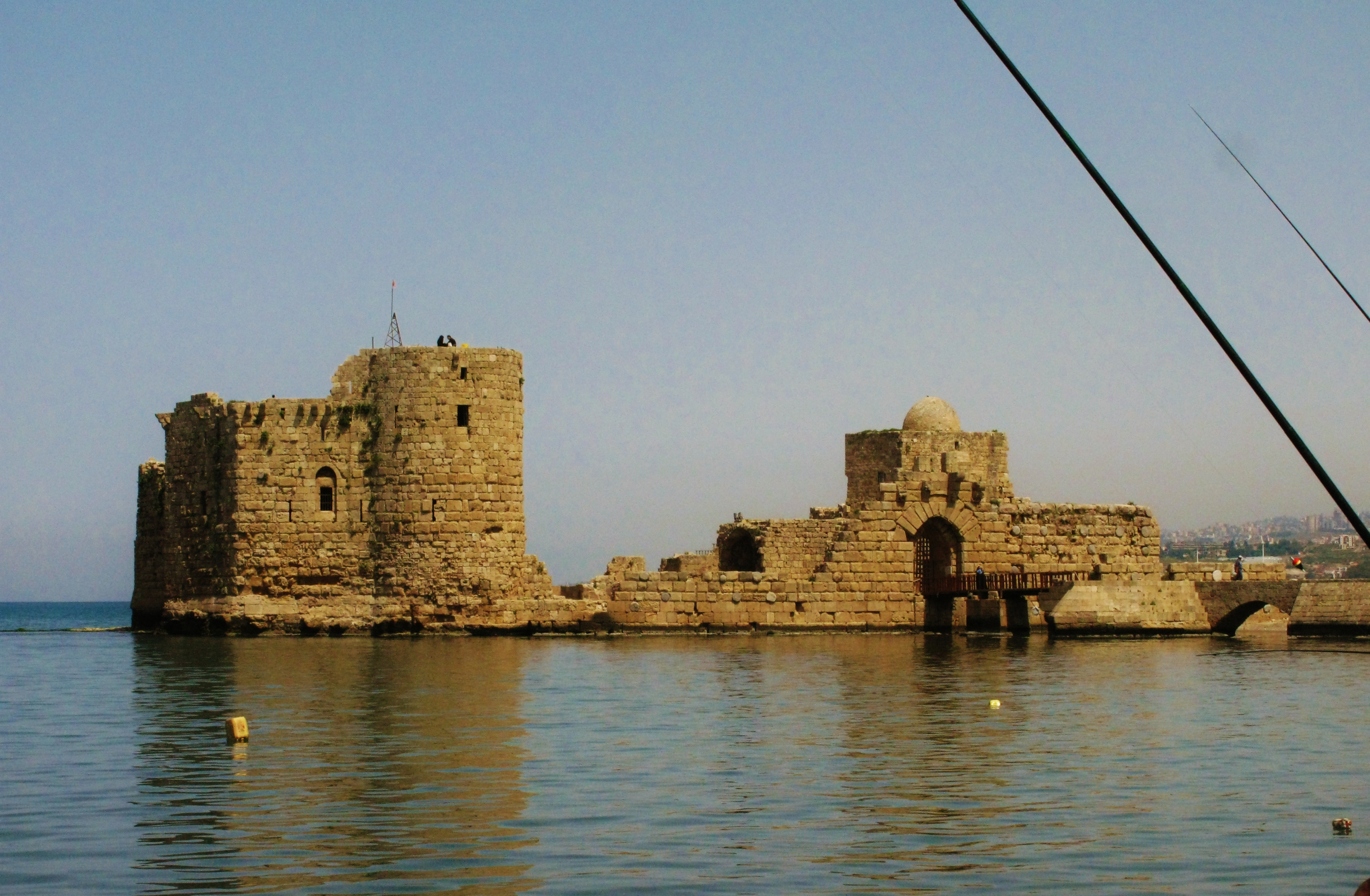
Castelo do Mar de Sidon
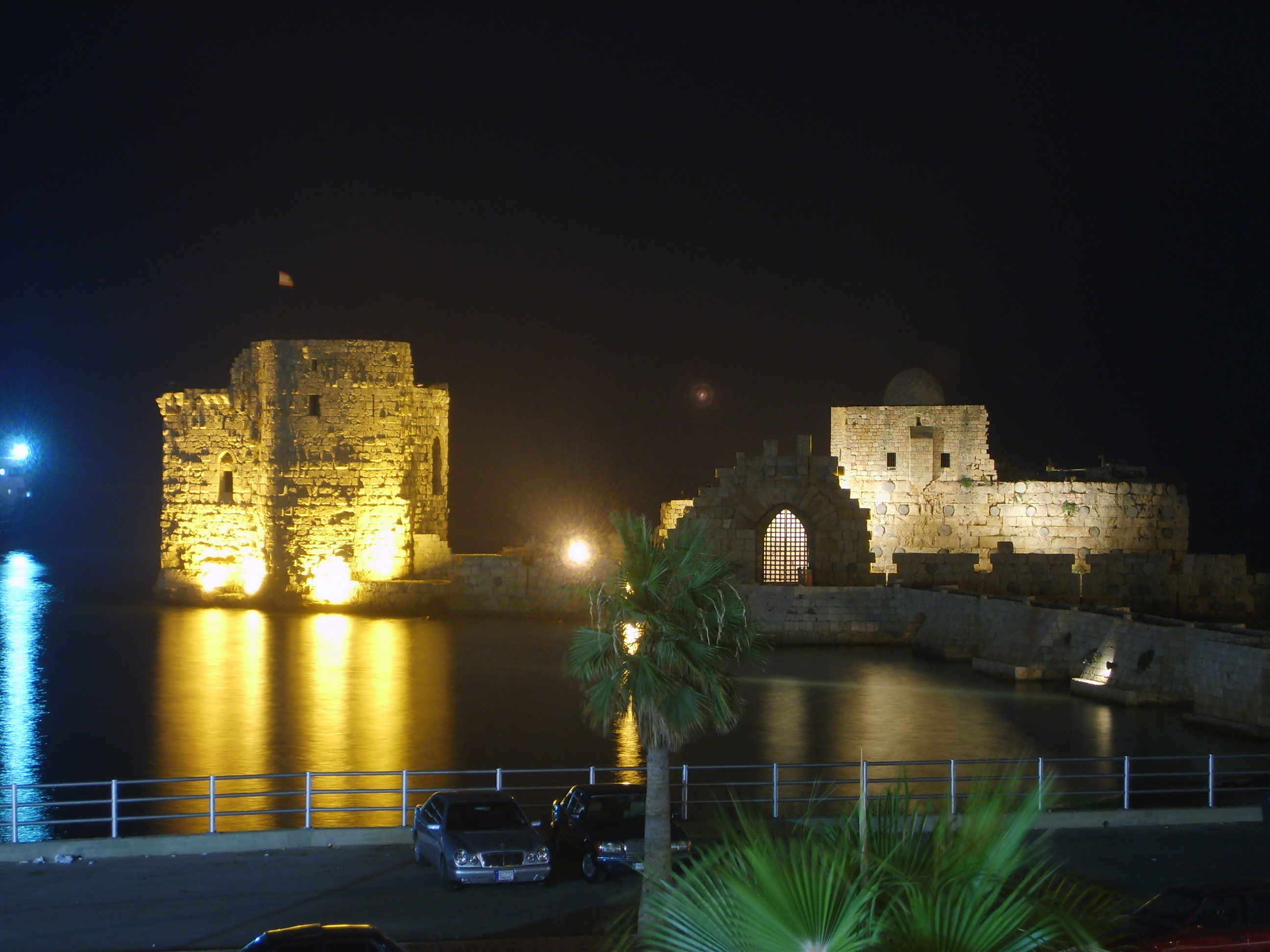
Castelo Sidon à noite
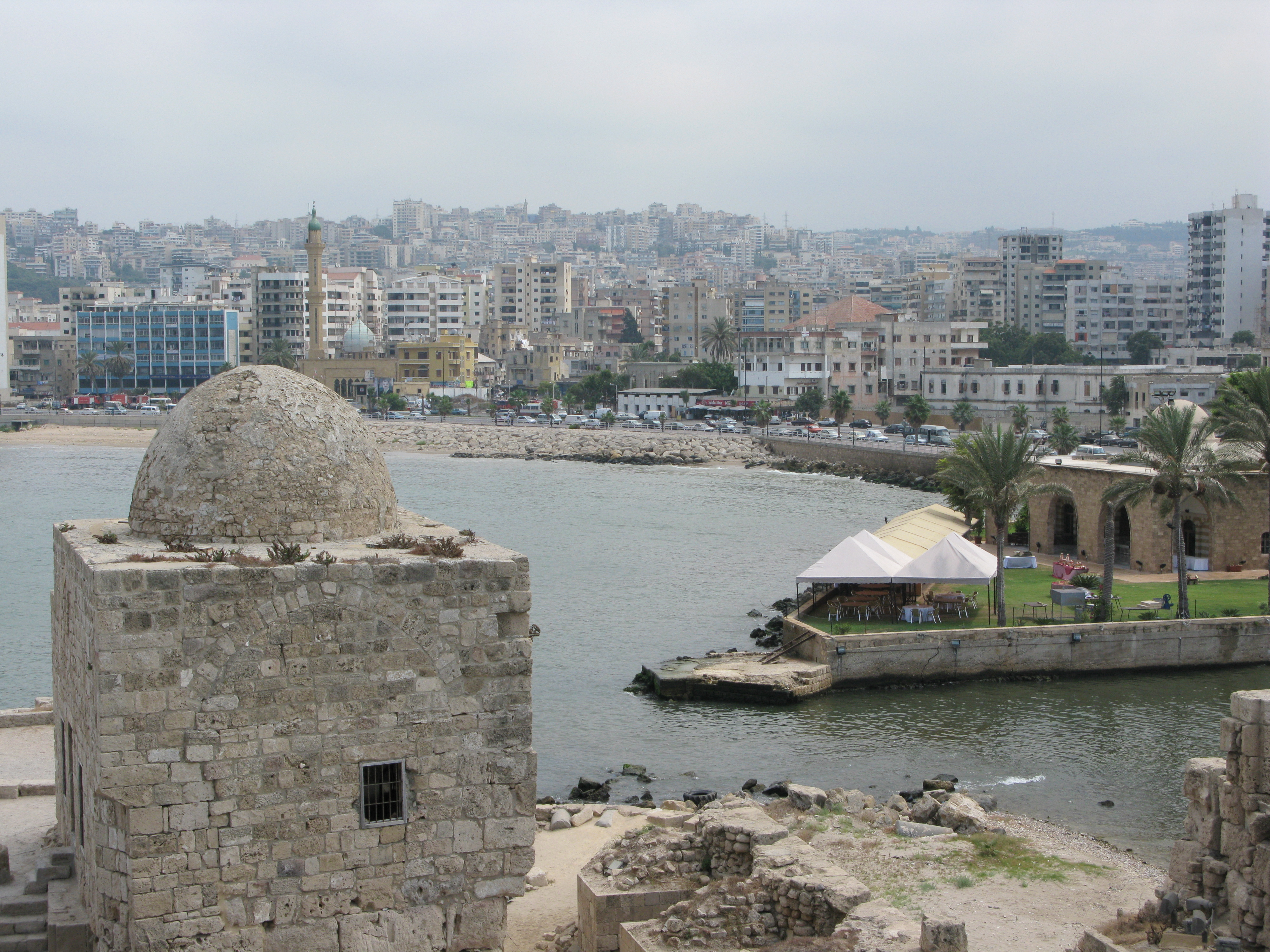
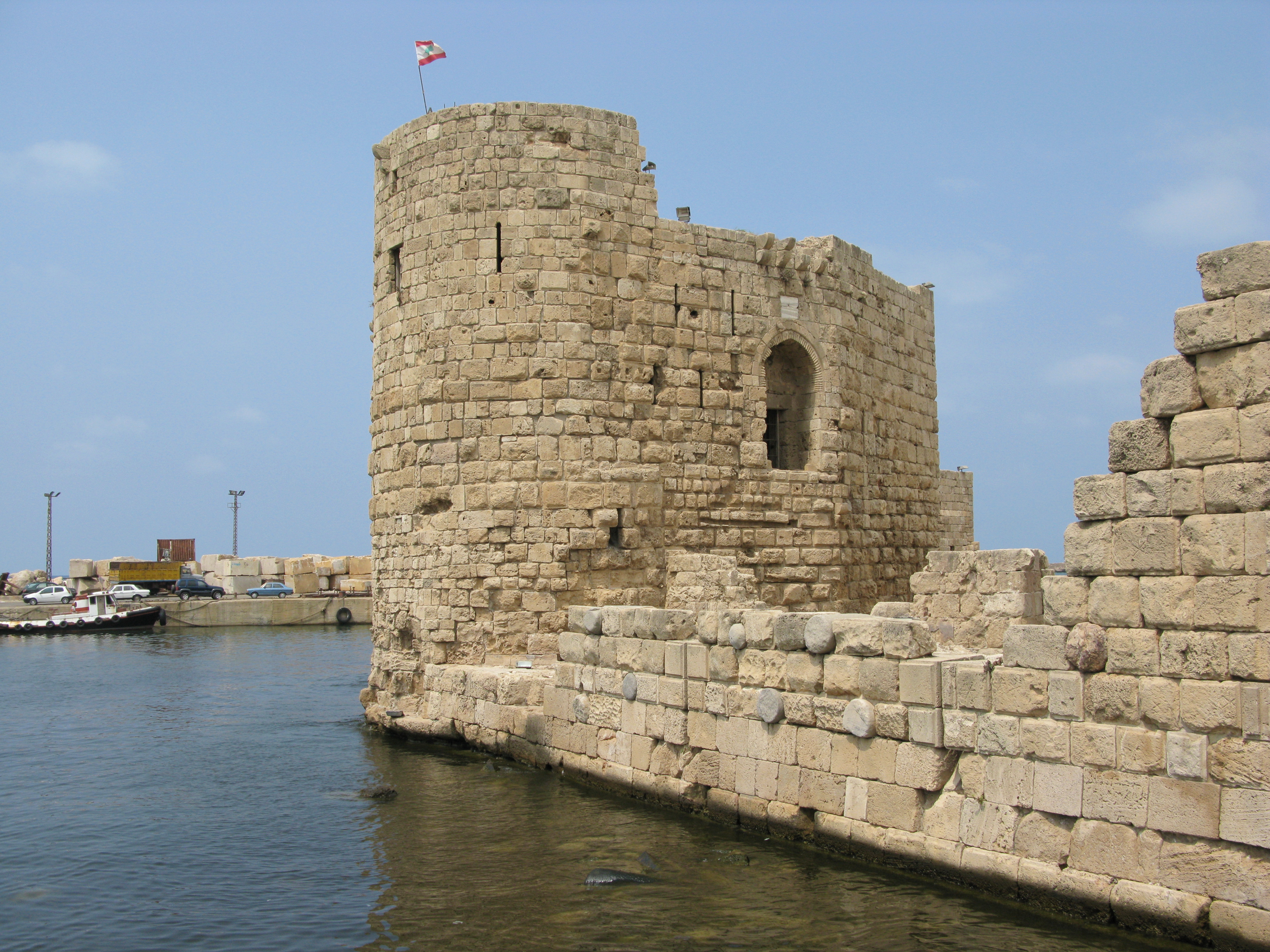
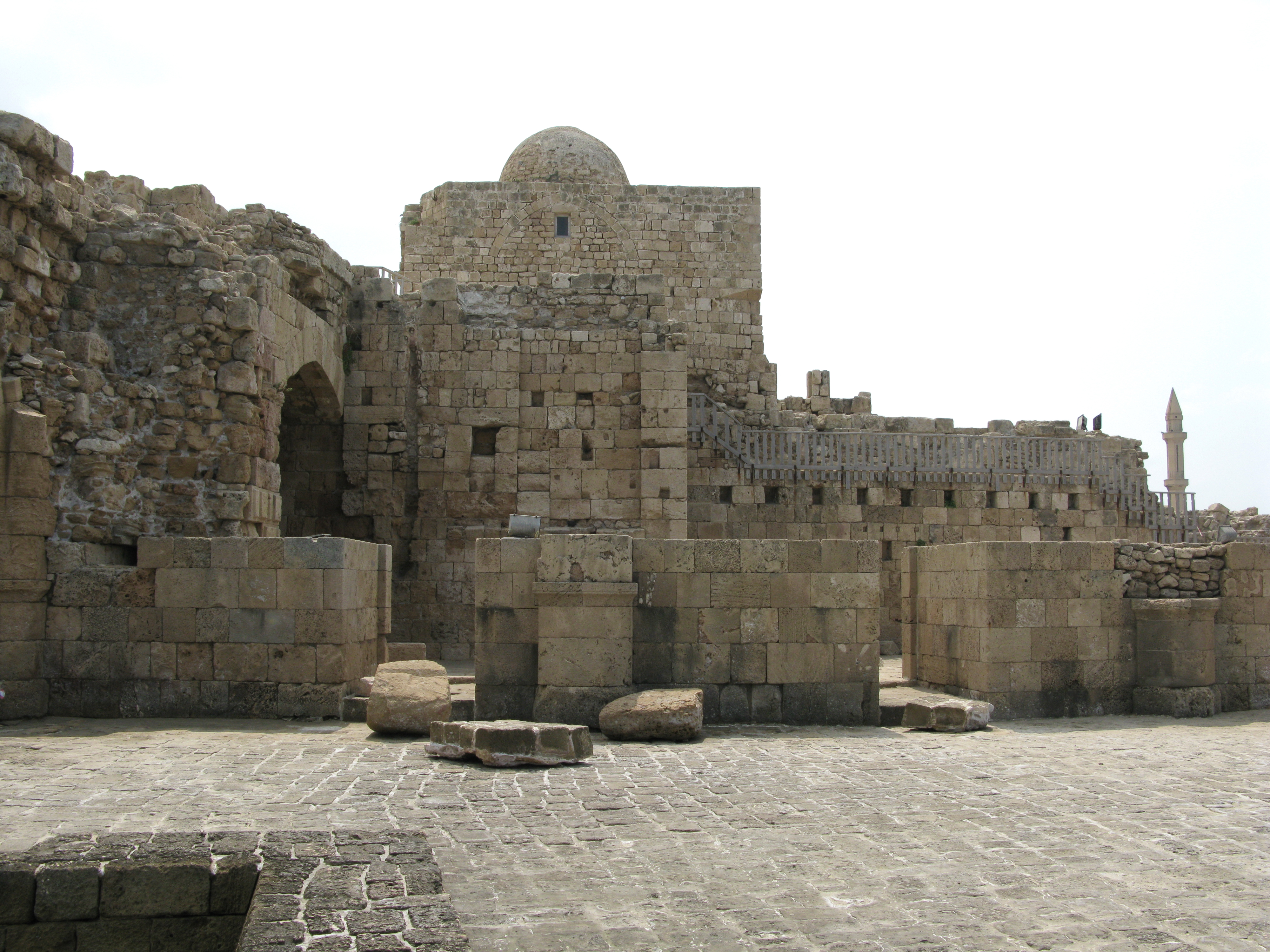
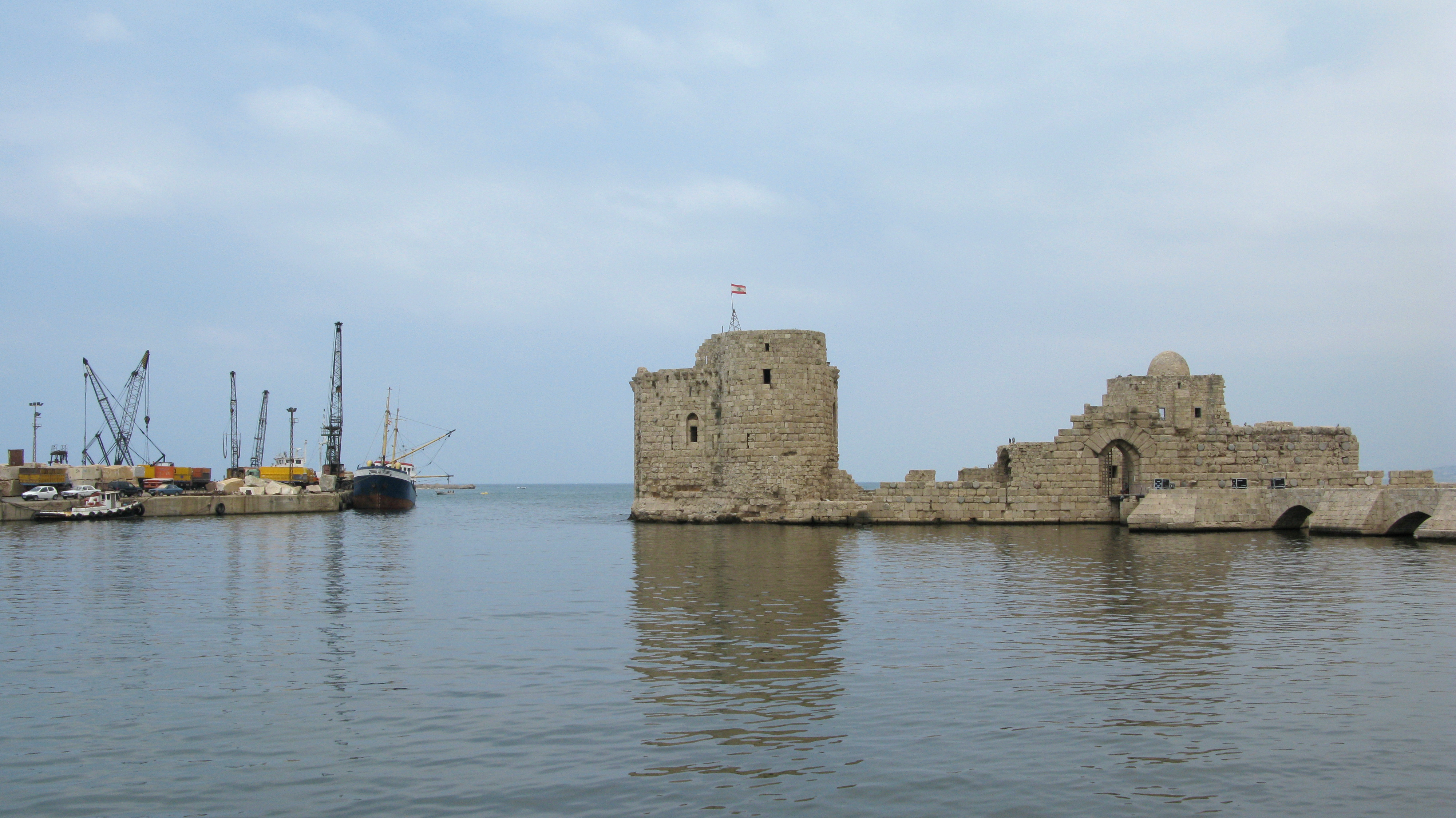
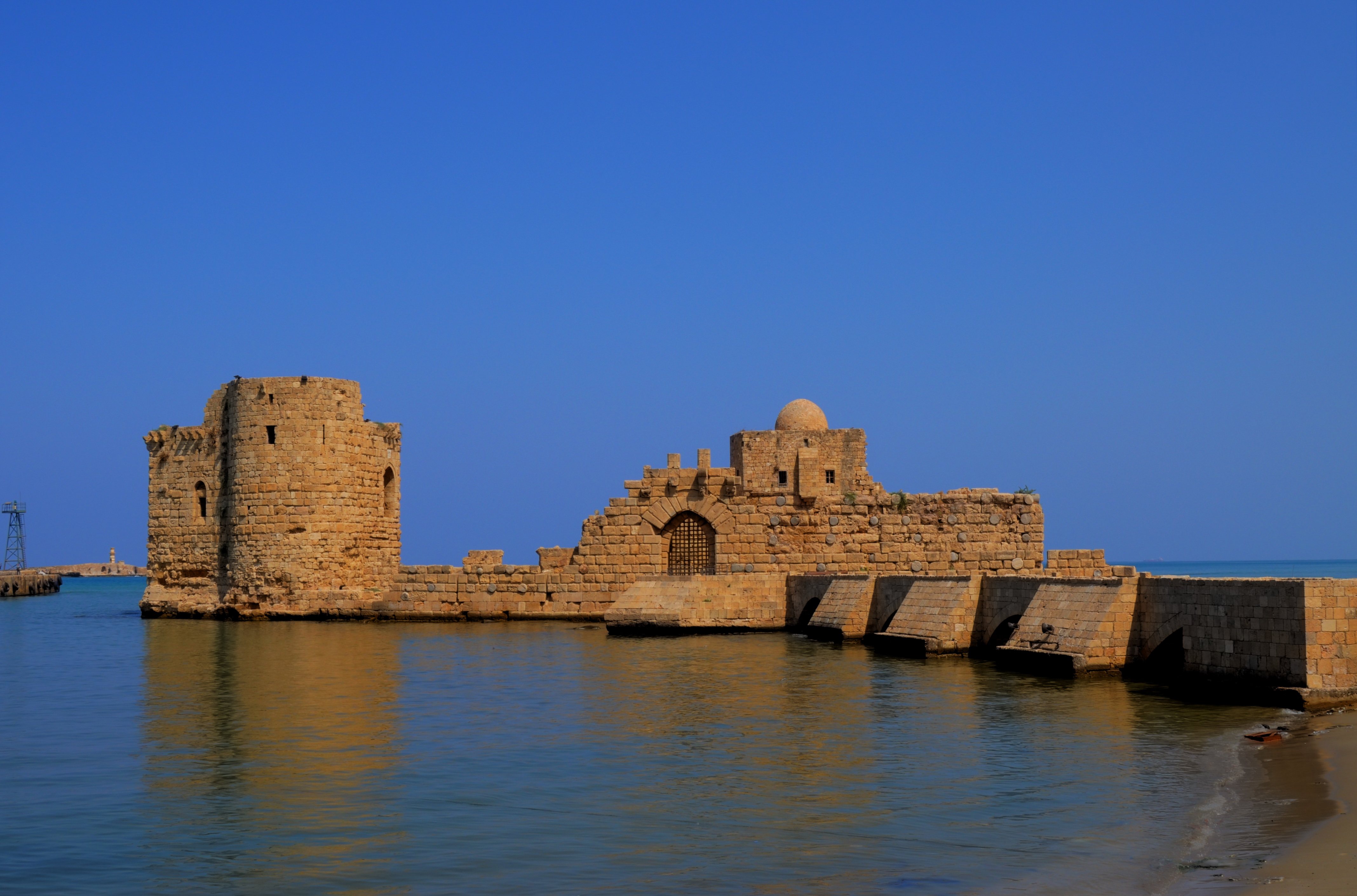
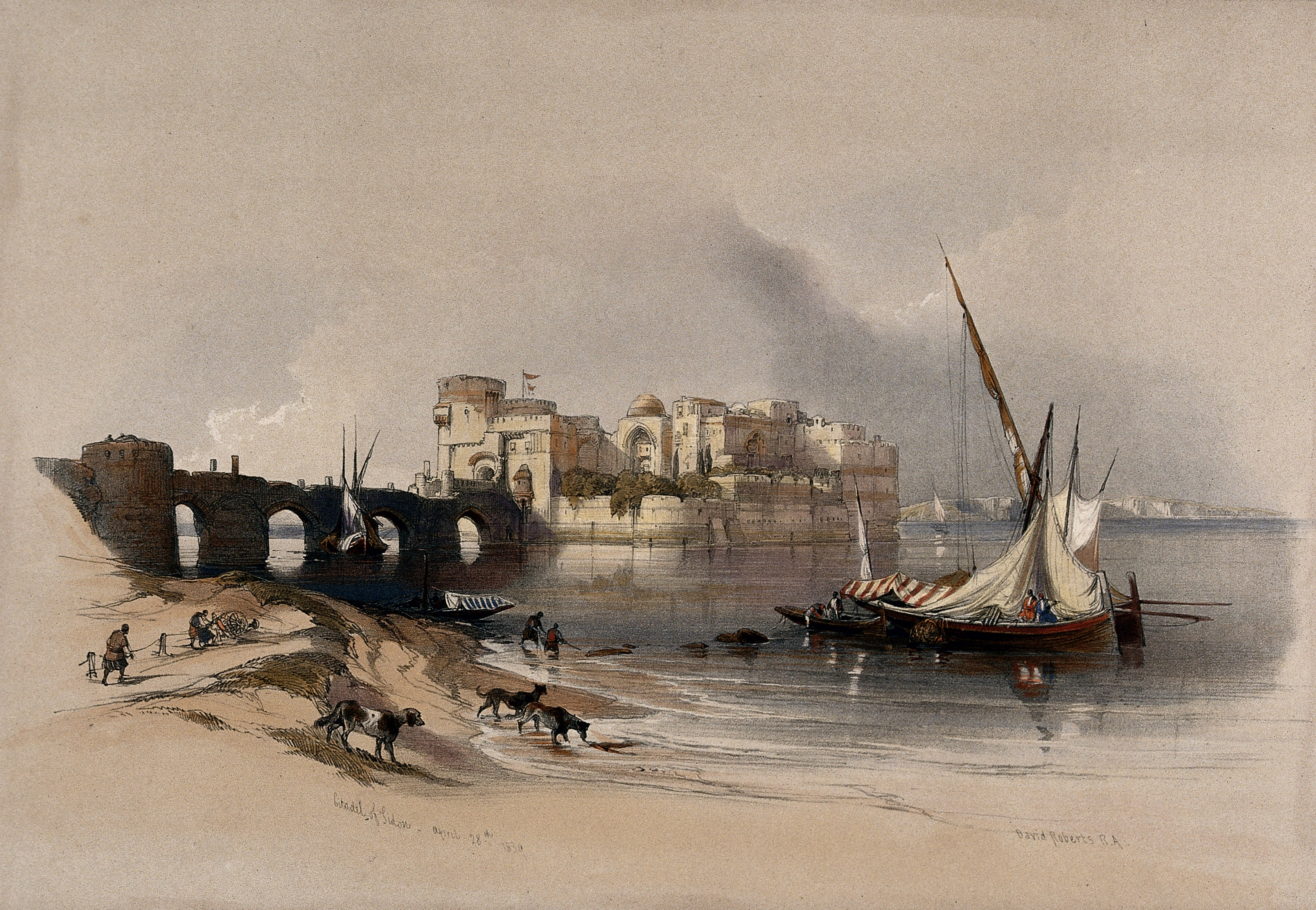
"Barcos na cidadela de Sidon", litografia colorida por Louis Haghe, 1843.